# Malo Bonjince
Malo Bonjince (izvirno srbsko Мало Боњинце) je naselje v Srbiji, ki upravno spada pod Občino Babušnica; slednja pa je del Pirotskega upravnega okraja.

## Demografija
V naselju živi 104 polnoletnih prebivalcev, pri čemer je njihova povprečna starost 55,6 let (55,8 pri moških in 55,5 pri ženskah). Naselje ima 51 gospodinjstev, pri čemer je povprečno število članov na gospodinjstvo 2,25.
To naselje je, glede na rezultate popisa iz leta 2002, večinoma srbsko, a v času zadnjih treh popisov je opazno zmanjšanje števila prebivalcev.
|  |

| Demografija | Demografija     | Demografija     |
| Leto        | Št. prebivalcev | Št. prebivalcev |
| ----------- | --------------- | --------------- |
|             |                 |                 |
|             |                 |                 |
|             |                 |                 |
|             |                 |                 |
| 1948        | 462             |                 |
| 1953        | 409             |                 |
| 1961        | 376             |                 |
| 1971        | 274             |                 |
| 1981        | 201             |                 |
| 1991        | 159             | 157             |
| 2002        | 116             | 115             |
|             |                 |                 |

| Etnična sestava po popisu iz leta 2002 | Etnična sestava po popisu iz leta 2002 | Etnična sestava po popisu iz leta 2002 | Etnična sestava po popisu iz leta 2002 | Etnična sestava po popisu iz leta 2002 |
| -------------------------------------- | -------------------------------------- | -------------------------------------- | -------------------------------------- | -------------------------------------- |
| Srbi                                   | Srbi                                   |                                        | 113                                    | 98,26%                                 |
| Makedonci                              | Makedonci                              |                                        | 1                                      | 0,86%                                  |
| Neznano                                | Neznano                                |                                        | 1                                      | 0,86%                                  |